# Filoxeno de Mabbug
Filóxeno de Mabbug ( Siríaco: ܐܟܣܢܝܐ ܡܒܘܓܝܐ , 'Aksenāyâ Mabûḡāyâ' ) (440 ? Tahal, Imperio bizantino- 523 Gangra), también conocido como Xenaias y Filóxeno de Hierápolis , fue un notables prosista sirio y un defensor vehemente de Miafisismo.

## Primeros años
Nació probablemente en el tercer cuarto del siglo V en Tahal, un pueblo en el distrito de Bet Garmai al este del Tigris. Vivió en el territorio del Imperio bizantino. Toda su vida  la paso en el Imperio Bizantino. Sus padres eran de la ciudad de Ecbatana. Las referencias sobre su esclavitud o que nunca fue bautizado parecen ser invenciones malintencionadas de sus adversarios teológicos. Fue educado en Edesa, tal vez en la famosa "escuela de los persas", que fue posteriormente (en 489) fueron expulsados de Edesa a causa de su relación con el Nestorianismo.

## Antecedentes
Los años que siguieron al Concilio de Calcedonia (451) fueron un período tormentoso en la Iglesia siríaca. Filóxeno pronto atrajo la atención por su enérgica defensa de Miafisismo.
Cuando Calandiono, el patriarca de Antioquía, fue expulsado por el Miaphysite Pedro el Fuller en 485, Filóxeno fue ordenado obispo de Mabbug. Fue probablemente durante los primeros años de su episcopado que Filóxeno compuso sus trece homilías sobre la vida cristiana.

## Biblia siríaca
Filóxeno se dedicó a la revisión de las versiones siríaca de la Biblia, y con la ayuda de su chorepiscopus Policarpo produce en 508 la llamada versión filoxeniana, que era en cierto sentido la Biblia recibida de los Miaphysites siríacos durante el siglo VI. Mientras tanto, continuó su actividad eclesiástica, trabajando como un adversario amargo de Flavio II, que era patriarca de Antioquía 498-512 y aceptó los decretos del Concilio de Calcedonia.
Con el apoyo del emperador Anastasio, el Miaphysites expulsó a Flavio en 512 y lo reemplazó con su partidario Severo. De escritores hostiles a Filóxeno, tales como Teófanes el Confesor y Teodoro el lector sabemos que en 498 Filoxeno se alojaba en Edesa; sobre el 507, de acuerdo con Teófanes, fue convocado por el emperador a Constantinopla; y finalmente presidió un sínodo en Sidón, que era el medio de Flavio para sustituir a Filoxeno por Severo. Pero el triunfo fue de corta duración. Justino I, que sucedió a Anastasio en el año 518 y se adhiere al credo de Calcedonia, exiliando a Severo y a Filóxeno en 519. Filóxeno fue desterrado a Filipópolis en Tracia, y después a Gangra en Paflagonia, donde fue asesinado en 523.

## Escritos
Además de su capacidad como polemista, Filóxeno es recordado como un erudito, un escritor elegante, y un exponente del cristianismo práctico. Aparte de la versión filoxeniana de la Biblia sólo los Evangelios y ciertas porciones de Isaías se conocen. Fue un intento de proporcionar una representación más exacta de la Septuaginta que había existido hasta entonces en siríaco, y obtuvo el reconocimiento entre siríaco Miaphysites hasta que fue reemplazado por las representaciones aún más literales del Antiguo Testamento por Pablo de Tella y del Nuevo Testamento por Thomas de Harkel (tanto en 616/617), de los cuales este último se basó en el trabajo de Filóxeno.
También existen partes de comentarios sobre los Evangelios escritos por él. La excelencia de su estilo y de su celo religioso son evidentes en las trece homilías sobre la vida cristiana, editadas y traducidas por E.A. Wallis Budge (Londres, 1894). En ellas se mantiene distante en su mayor parte de la controversia teológica, y trata en un tono admirable y espíritu los temas de la fe, la sencillez, el temor a Dios, la pobreza, la avaricia, la abstinencia y la impureza. Su afinidad con su paisano anterior Afraates se manifiesta tanto en su elección de los temas como en su forma de tratamiento. Filóxeno escribió también muchas obras polémicas y algunas piezas litúrgicas. Muchas de sus cartas sobreviven, y al menos dos han sido editadas. Varios de sus escritos fueron traducidos al árabe y etíope.